# 1971-1972シーズンのNBA
1971-1972シーズンのNBAは、NBAの26回目のシーズンである。

## シーズン前

### ドラフト制度とサラリー高騰
ドラフトではオースティン・カーが、クリーブランド・キャバリアーズから全体1位指名を受けた。またシドニー・ウィックス、フレッド・ブラウン、スペンサー・ヘイウッド、カーティス・ロウ、ジム・クリーモンズらが指名を受けている。
この年のドラフトから新たにハードシップ制度が導入された。これは経済的な理由でプロ選手になる必要があることを証明された大学生選手は、大学でのプレイ資格を終了していなくてもドラフトにエントリーできるというものである。それまでNBAは大学でのプレイ資格を終了していない選手のドラフトエントリーや、チームが大学生選手と契約することを禁じていた。しかし当時デトロイト大学の1年生だったスペンサー・ヘイウッドが、家族のローンを返済するためにプロ選手になれるよう規則を変更すべきと訴訟を起こした。最高裁判所の判決はヘイウッドに軍配が挙がり、NBAはアーリーエントリーを認めるハードシップ制度の導入に踏み切ったのである。ドラフトエントリー規制緩和の背景にはABAの存在もあった。ABAでは早い段階から優秀な選手を確保するべく青田買いが横行し、大学生のみならず高校生選手も指名していた。NBAはABAのなりふり構わぬ選手獲得策に対抗する必要があった。ハードシップ制度は1976年にアーリーエントリー制度に姿を変える。
NBAとABAとの間では協定が結ばれていなかったため、ドラフトでは同じ選手が両リーグから指名された。指名された選手はより好条件を示すチームに流れるため、新人選手の契約金は跳ね上がった。また選手の引き抜き合戦もいよいよ過熱化し、さらに1964年のオールスターボイコットの件で強権を得たNBPA（選手会）がリーグとの労使交渉を押し進めたため、選手のサラリーは異常な高騰を見せた。NBAの平均サラリーは1967年の25000ドルから1971年の40000ドルと、60%も跳ね上がったのである。
1960年代後半はリーグ全体が好景気に沸いておりサラリーの高騰にも対応できていたが、1970年代に入ると観客動員数の伸びが一気に失速し、さらにテレビ視聴率も低迷する。収益が増えないなかで選手のサラリーは上昇する一方なので、リーグには赤字経営に陥るチームが続出していく。
サラリーの高騰に最初に悲鳴をあげたのはまだ歴史が浅く、財政基盤が脆弱なABAの方だった。前年1970年には創設3年目にして早くもNBAとの合併案が持ち上がり、両者はNBAによるABAの吸収で合意に至ったが、これに待ったを掛けたのが1964年のオールスター決起以来急速に力を着けて来たNBPA（選手会）である。1966年にアメリカンフットボールリーグのNFLとAFLが合併した際、選手のサラリーが大幅に減少した。NBPAはNBAでも同じことが起きるのではないかと危惧したのである。NBPAはNBAとABAの合併を阻止するため集団訴訟を起こしたが、1975年には合併を認めるに至る。

### その他
- サンディエゴ・ロケッツはカリフォルニア州サンディエゴからテキサス州ヒューストンに本拠地を移し、ヒューストン・ロケッツに改称した。
- サンフランシスコ・ウォリアーズはカリフォルニア州サンフランシスコから、湾岸のオークランド (カリフォルニア州)に移転し、ゴールデンステート・ウォリアーズに改称した。

## シーズン

### オールスター
- 開催日：1月18日
- 開催地：ロサンゼルス近郊, イングルウッド
- オールスターゲーム　ウエスト 112－110 イースト
- MVP：ジェリー・ウェスト　（ロサンゼルス・レイカーズ）

### イースタン・カンファレンス
| チーム                   | 勝 | 負 | 勝率 | ゲーム差 |
| ------------------------ | -- | -- | ---- | -------- |
| ボストン・セルティックス | 56 | 26 | .683 | -        |
| ニューヨーク・ニックス   | 48 | 34 | .585 | 8        |
| フィラデルフィア・76ers  | 30 | 52 | .366 | 26       |
| バッファロー・ブレーブス | 22 | 60 | .268 | 34       |

| チーム                         | 勝 | 負 | 勝率 | ゲーム差 |
| ------------------------------ | -- | -- | ---- | -------- |
| ボルチモア・ブレッツ           | 38 | 44 | .463 | -        |
| アトランタ・ホークス           | 36 | 46 | .439 | 2        |
| シンシナティ・ロイヤルズ       | 30 | 52 | .366 | 8        |
| クリーブランド・キャバリアーズ | 23 | 59 | .280 | 15       |

### ウエスタン・カンファレンス
| チーム                   | 勝 | 負 | 勝率 | ゲーム差 |
| ------------------------ | -- | -- | ---- | -------- |
| ミルウォーキー・バックス | 63 | 19 | .768 | -        |
| シカゴ・ブルズ           | 57 | 25 | .695 | 6        |
| フェニックス・サンズ     | 49 | 33 | .598 | 14       |
| デトロイト・ピストンズ   | 26 | 56 | .317 | 37       |

| チーム                             | 勝 | 負 | 勝率 | ゲーム差 |
| ---------------------------------- | -- | -- | ---- | -------- |
| ロサンゼルス・レイカーズ           | 69 | 13 | .841 | -        |
| ゴールデンステート・ウォリアーズ   | 51 | 31 | .622 | 18       |
| シアトル・スーパーソニックス       | 47 | 35 | .573 | 22       |
| ヒューストン・ロケッツ             | 34 | 48 | .415 | 35       |
| ポートランド・トレイルブレイザーズ | 18 | 64 | .220 | 51       |

### スタッツリーダー
| 部門       | 選手                           | チーム                   | AVG  |
| ---------- | ------------------------------ | ------------------------ | ---- |
| 得点       | カリーム・アブドゥル＝ジャバー | ミルウォーキー・バックス | 34.8 |
| リバウンド | ウィルト・チェンバレン         | ロサンゼルス・レイカーズ | 19.2 |
| アシスト   | ジェリー・ウェスト             | ロサンゼルス・レイカーズ | 9.7  |
| FG%        | ウィルト・チェンバレン         | ロサンゼルス・レイカーズ | .649 |
| FT%        | ジャック・マリン               | ボルチモア・ブレッツ     | .894 |

### 各賞
- 最優秀選手: カリーム・アブドゥル＝ジャバー, ミルウォーキー・バックス
- ルーキー・オブ・ザ・イヤー, シドニー・ウィックス, ポートランド・トレイルブレイザーズ
- 最優秀コーチ賞: ビル・シャーマン, ロサンゼルス・レイカーズ

- All-NBA First Team:
  - カリーム・アブドゥル＝ジャバー, ミルウォーキー・バックス
  - スペンサー・ヘイウッド, シアトル・スーパーソニックス
  - ジョン・ハブリチェック, ボストン・セルティックス
  - ウォルト・フレイジャー, ニューヨーク・ニックス
  - ジェリー・ウェスト, ロサンゼルス・レイカーズ

- All-NBA Rookie Team:
  - シドニー・ウィックス, ポートランド・トレイルブレイザーズ
  - クリフォード・レイ, シカゴ・ブルズ
  - オースティン・カー, クリーブランド・キャバリアーズ
  - エルモア・スミス, バッファロー・ブレーブス
  - フィル・シェニエ, ボルチモア・ブレッツ

- NBA All-Defensive First Team:
  - デイブ・ディバッシャー, ニューヨーク・ニックス
  - ジョン・ハブリチェック, ボストン・セルティックス
  - ウィルト・チェンバレン, ロサンゼルス・レイカーズ
  - ジェリー・ウェスト, ロサンゼルス・レイカーズ
  - ウォルト・フレイジャー, ニューヨーク・ニックス
  - ジェリー・スローン, シカゴ・ブルズ

### 驚異の33連勝
1960年代にボストン・セルティックスの前に尽く優勝を阻まれた悲運のチーム、ロサンゼルス・レイカーズ。リーグは前々季のニューヨーク・ニックス、前季のミルウォーキー・バックスと、新興チームの初優勝が続き、主力選手が高齢化したレイカーズは優勝の機を逸し、斜陽の時を迎えたかにみえた。しかしこのシーズン、レイカーズは驚異の33連勝を記録する。不滅の記録として現在まで破られていないこの連勝は、ある一人の偉大な選手の引退から始まった。
このシーズンからレイカーズは新たなヘッドコーチを迎えた。その人物はセルティックス王朝前期の主力選手としてレイカーズの前に立ちはだかったビル・シャーマンだった。レイカーズにとって仇敵とも言えるヘッドコーチの就任に、ややぎこちなく始まったレイカーズの新シーズン序盤は、6勝3敗とまずまずの出だしだった。しかし開幕9試合目となるゴールデンステート・ウォリアーズ戦を敗北で終えた後、レイカーズを長らく支えてきたエルジン・ベイラーが引退を表明した。
レイカーズがミネアポリスに本拠地を置いていた1958年に入団して以来、レイカーズ一筋でプレイし、10年連続オール1stチーム入りを果たし、盟友ジェリー・ウェストと共に対セルティックス戦の最前線に立ち続けてきたベイラーは、キャリア晩年は膝の故障に苦しみ、ついに優勝の味を知らないまま引退することとなった。長年に渡ってレイカーズを支え続けたベイラーの引退はチームメイトたちに大きな衝撃をもたらした。そしてチームの堅い結束を呼び、後の偉大な記録の呼び水となった。
連勝の始まりはベイラーの引退試合となったウォリアーズ戦から5日後、11月5日のボルチモア・ブレッツ戦だった。突如として始まったレイカーズの連勝記録は12月14日のポートランド・トレイルブレイザーズ戦で当時の最長記録で前季に記録されたミルウォーキー・バックスの22連勝に並び、続くウォリアーズ戦で更新した。レイカーズの連勝は年を跨いだ1972年に入っても続いた。
新HCのビル・シャーマンはチーム改革を進めた。ベテランフォワードで得点力もあったハッピー・ハーストンをリバウンドに専念させることで大黒柱のウィルト・チェンバレンのサポートをさせ、強固なゴール下を構築させた。オフェンスはジェリー・ウェストとゲイル・グッドリッチのバックコート陣が担い、特にグッドリッチは大幅にアベレージを伸ばして25.9得点を記録しチームのリーディングスコアラーになった。この4人にフォワードのジム・マクミリアンを加えたスターター5人は毎試合35分以上出場しており、この5人だけでレイカーズの快進撃を支えていると言っても過言ではなかった。
レイカーズの連勝は留まることを知らず、年を跨いだ1972年に入っても止まらなかった。1月冒頭から突入したロード6連戦の2戦目、1月7日のアトランタ・ホークス戦を134-94で圧勝し、連勝記録を33連勝に伸ばしたレイカーズは1月9日、前季王者のミルウォーキー・バックスと対戦。当時最も豪華なカードであったこの対戦で、カリーム・アブドゥル＝ジャバー、オスカー・ロバートソン率いるバックスがようやく120-104でレイカーズを降した。レイカーズの連勝記録は33でストップしたが、彼らは約2ヶ月もの間無敗を誇った。この33連勝はNBAのみならず、現在も破られることのないアメリカプロスポーツ史上最長記録である。勝ちに勝ったレイカーズはこのシーズン69勝をあげ、これは当時の最多記録であった。

### シーズン概要
- 一時低迷したボストン・セルティックスが再び息を吹き返し、デビジョン王者に返り咲いた。ベイリー・ハウエルはチームを去っており、1960年代からのエースジョン・ハブリチェックにジョ・ジョ・ホワイト、デイブ・コーウェンスらが主力を担うようになった。
- ネイト・サーモンド、ジェフ・マリンズらが率いるゴールデンステート・ウォリアーズはチーム史上初の50勝以上を記録。
- シアトル・スーパーソニックスはチーム史上初めて勝率5割以上を達成。1968年にソニックスに移籍したレニー・ウィルケンズに、初のアーリーエントリー組であるスペンサー・ヘイウッドらがチームを率いた。
- ウエスタン・カンファレンスが混戦の色を深めるのに対し、イースタン・カンファレンスのセントラル・デビジョンは全チームが勝率5割を下回った。

## プレーオフ・ファイナル
|  | カンファレンス準決勝 | カンファレンス準決勝 | カンファレンス準決勝 |          |    | カンファレンス決勝 | カンファレンス決勝 | カンファレンス決勝 |  |  | ファイナル | ファイナル | ファイナル |
|  |                      |                      |                      |          |    |                    |                    |                    |  |  |            |            |            |
|  | P1                   | レイカーズ           | 4                    |          |    |                    |                    |                    |  |  |            |            |            |
|  | M2                   | ブルズ               | 0                    |          |    |                    |                    |                    |  |  |            |            |            |
|  | M2                   | ブルズ               | 0                    |          | P1 | レイカーズ         | 4                  |                    |  |  |            |            |            |
|  | Western Conference   |                      |                      |          | P1 | レイカーズ         | 4                  |                    |  |  |            |            |            |
|  |                      |                      | M1                   | バックス | 2  |                    |                    |                    |  |  |            |            |            |
|  | P2                   | ウォリアーズ         | M1                   | バックス | 2  | 1                  |                    |                    |  |  |            |            |            |
|  | P2                   | ウォリアーズ         |                      |          |    | 1                  |                    |                    |  |  |            |            |            |
|  | M1                   | バックス             | 4                    |          |    |                    |                    |                    |  |  |            |            |            |
|  |                      |                      |                      |          |    |                    |                    |                    |  |  | P1         | レイカーズ | 4          |
|  |                      |                      | A2                   | ニックス | 1  |                    |                    |                    |  |  |            |            |            |
|  | A1                   | セルティックス       | 4                    |          |    |                    |                    |                    |  |  |            |            |            |
|  | C2                   | ホークス             | 2                    |          |    |                    |                    |                    |  |  |            |            |            |
|  | C2                   | ホークス             | 2                    |          | A1 | セルティックス     | 1                  |                    |  |  |            |            |            |
|  | Eastern Conference   |                      |                      |          | A1 | セルティックス     | 1                  |                    |  |  |            |            |            |
|  |                      |                      | A2                   | ニックス | 4  |                    |                    |                    |  |  |            |            |            |
|  | C1                   | ブレッツ             | A2                   | ニックス | 4  | 2                  |                    |                    |  |  |            |            |            |
|  | C1                   | ブレッツ             |                      |          |    | 2                  |                    |                    |  |  |            |            |            |
|  | A2                   | ニックス             | 4                    |          |    |                    |                    |                    |  |  |            |            |            |

- ファイナルMVP：ウィルト・チェンバレン

### 悲願の優勝
ロサンゼルス・レイカーズの勢いはプレーオフに入っても続き、カンファレンス決勝ではレイカーズの連勝を止めたミルウォーキー・バックスを破ってファイナルに進出した。三連覇を達成したジョージ・マイカン時代以降、9度目のファイナル進出である。
ファイナルの対戦相手は8度目のファイナル進出でレイカーズを8度目のファイナル敗退を味わわせたニューヨーク・ニックスだった。ウィリス・リード、ウォルト・フレイジャー、デイブ・ディバッシャー、ディック・バーネットとレイカーズに苦杯を舐めさせたメンバーに、ボルチモア・ブレッツのエースだったアール・モンローや元得点王でありABAに渡っていたジェリー・ルーカスが加わると言う当時最高峰とも言える豪華な陣容を誇っていた。しかしこのニックスでもこのシーズンのレイカーズの敵ではなかった。ニックスの大黒柱だったウィリス・リードは故障に悩まされファイナルを全休、さらにデイブ・ディバッシャーもファイナル中に故障を抱えてしまったのである。
初戦こそジェリー・ルーカスやビル・ブラッドリーの活躍でニックスがものにするが、その後レイカーズが4連勝し、17シーズンぶり、ロサンゼルスに本拠地を移転してからは初めての優勝を果たした。ウィルト・チェンバレンにとってはフィラデルフィア・76ers時代と合わせて2度目、そしてレイカーズ一筋のジェリー・ウェストにとっては入団12年目にして、そしてファイナル8度目の挑戦にして初めての優勝となった。ファイナルMVPは優勝を決めた第5戦で24得点29リバウンドを記録したウィルト・チェンバレンが初受賞した。

## ラストシーズン
- エルジン・ベイラー　（1959-71）　このシーズンにレイカーズはついに優勝を果たすが、そこに長年レイカーズの顔として活躍したベイラーの姿はなかった。キャリア晩年は膝の故障に悩まされ、前季は出場試合は2試合のみとシーズンをほぼ全休し、そしてこのシーズン9試合を戦い抜いた時点で彼の膝は限界に達し、現役から引退した。ベイラーの引退を皮切りに、1960年代のNBAを彩った数々の巨星達が次々とNBAを去っていくこととなる。